# Мајкл Фасбендер
Мајкл Фасбендер (Хајделберг, 2. април 1977) је ирско-немачки глумац.
Фасбендер важи за једног од глумаца новије генерације у Холивуду, будући да је први филм у ком је играо 300 - Битка код Термопила из 2006. године. Најзапаженије улоге у својој досадашњој каријери остварио је у филмовима Дванаест година ропства и Срам. За потоњу је добио Волпи пехар за најбољег глумца на Филмском фестивалу у Венецији.
Мајкл Фасбендер важи за једног од најзгоднијих познатих мушкараца на свету, а уз колегиницу Џесику Частејн наводи се као највећа млада звезда филма.
Велики је љубитељ ауто-мото трка и такмичи се у Светском првенству издржљивости, укључујући познату трку 24 часа Ле Мана.

## Детињство и приватни живот
Фасбендер је рођен у немачком граду Хајделбергу (тада Западна Немачка). Његова мајка, Адел, рођена је у Северној Ирској и потомак је ирског револуционара Мајкла Колинса. Мајклов отац је Немац, Јозеф Фасбендер. Када је Фасбендеру било нешто више од две године, родитељи су му се преселили у Киларни, градић на југу Ирске. Одлучили су да се ту настане за стално и отворили су ресторан, у коме је Јозеф радио као кувар. Мајкл је одгајан као католик, а служио је и као министрант у локалној цркви. Завршио је основну школу Свети Брендан (St. Brendan's) и уписао драму у Лондону, где се преселио са деветнаест година (1996. године).
Медији су спекулисали да је Фасбендер од 2008. излазио са моделом Лизи Ендруз, а бројне фотографије њих двоје у јавности то су и доказивале. Године 2010. Лизи га је оптужила за физички напад. Рекла је да је био пијан и да се веома уплашила за своју децу. Оптужба је била неоснована, те Ендрузова није успела у намери да добије одштету за трошкове лечења и претрпљени страх.

## Каријера

### 1994 — 2006: Позориште и глумачки почеци
Прва улога у каријери Мајкла Фасбендера била је Пепељугина зла сестра, коју је 1994. године тада млади глумац морао да спрема за позориште. Један од његових професора драме је наиме дошао на идеју да режира представу која ће се звати Fairytales Fairytales 123, а која ће објединити мотиве из Црвенкапе, Пепељуге и Џека и чаробног пасуља. Мајкл данас каже да је професора најпре погледао у чуду, да би потом помислио: Ма нека иде живот! и пристао да глуми злу сестру. Представа је наишла на овације код публике, па је школа убрзо организовала и другу, овога пута по мотивима једног филма. Радило се о представи Улични пси, за коју су се редитељ и глумци ослонили на сценарио Квентина Тарантина. Те 1995. године, Фасбендер је схватио да ће се бавити управо оним што је и студирао. То и не би било необично да глумац није имао велику жељу да напусти студије у тежњи да буде адвокат или архитекта или ратни извештач. Након завршене треће године студија, Фасбендер се исписао са факултета и пронашао агента за глумце. Године 1999. играо је у позоришту Оксфорд Стејџ (Oxford Stage Company), у представи Три сестре Антона Павловича Чехова.
Мајкл је прву улогу добио 2001. године, у тв–серији Браћа по оружју, коју су продуцирали Том Хенкс и Стивен Спилберг. Иако је то била мала улога, обезбедила му је ангажман у неколико мини–серија и тв-филмова, као и две гостујуће улоге. Неке од тих серија биле су Медвед звани Вини, Карла и Шерлок Холмс и Случај свилене чарапе. Године 2005. добио је главну улогу у серији Hex, где је играо палог анђела, Азазела. Следеће године гостовао је у хит–серији Поаро, а 2007. добио је прву филмску улогу. Био је то холивудски болкбастер 300 — Битка код Термопила, а Фасбендер је у њему играо спартанског војника Стелиоса. Француски редитељ Франсоа Озон му је исте године доделио једну од главних улога у својој драми Анђео. Мајкл је био веома запажен на Единбуршком фестивалу 2006. године, где је у представи Верност (Allegiance) играо свог давног претка, Мајкла Колинса. Посетиоци фестивала су га исте године гледали у новој верзији представе Улични пси, а осим што је глумио у њој, Фасбендер је био режисер, продуцент и сценариста.
Занимљив је и податак да је од 1999, када је напустио факултет, па све до 2004. године, Мајкл радио као бармен у једном лондонском пабу. Схвативши да су му се приходи повећали, он престаје петогодишњи рад са коктелима. Међутим, када је две године касније видео да се у глумачким водама не сналази најбоље и да не добија готово никакве понуде, он се опет вратио угоститељству, овога пута додуше као менаџер паба. Срећом по њега, већ 2006. године стигла је понуда за филм 300, који је касније постао велики биоскопски хит. Пре него што је добио први чек на неколико стотина хиљада долара, Фасбендер је живео у трошном изнајмљеном стану, са имигранткињом из Бразила.

### 2008 — 2012: Светска слава са филмом „Срам“
Мајкл је светску славу стекао главном улогом у филму Глад из 2008. Играо је Бобија Сендса, активисту Ирске републиканске армије, који се штрајком глађу бори против третмана у затвору Мејз. За ову улогу је био номинован за све веће ирске и британске филмске награде, између осталих и за Награду BAFTA за највише обећавајућег глумца и Награду филмског фестивала у Торонту.
Године 2009. играо је Ричарда у хорору Blood Creek. За изведбу Конора у драми Акваријум, добио је Награду филмског фестивала у Чикагу и Награду Удружења лондонских филмских критичара. Исте године играо је и Арчија Хикокса у блокбастеру Проклетници редитеља Квентина Тарантина. Филм је добио Награду Удружења филмских глумаца за најбољи глумачки ансамбл а Фасбендеру обезбедио главну улогу у историјској акционој авантури Центурион из 2010. године.
Следеће године Мајкл је био у улози Едварда Рочестера, у драми Џејн Ер, као и у улози Брендона, у филму Срам, за који је награђен Волпи пехаром на Филмском фестивалу у Венецији. Фасбендер је средином 2011. глумио Карла Јунга у историјској драми A Dangerous Method. Филм се бави ривалством између њега и Сигмунда Фројда, кога тумачи Виго Мортенсен. У улози њихове љубавнице, Сабине Шпилрајн, била је Кира Најтли. И овај филм је био приказан на 68. Мостри, а Фасбендер је био фаворит за Волпи пехар због улоге у њему, те је победа захваљујући Сраму била неочекивана.
Баш са Срамом почиње Мајклов нагли успех код филмских критичара. Крајем 2011. и почетком 2012. тај филм му је донео номинације за Награду BAFTA и за Златни глобус за најбољег главног глумца.

## Филмографија
| Улоге Мајкла Фасбандера |                                 |               |                           | |
| Година                  | Српски назив                    | Изворни назив | Улога                     | Напомена |
| 2007.                   | 300 — Битка код Термопила       |               | Стелиос                   | |
| 2007.                   | Анђео                           |               | Езме Хау-Невисон          | |
| 2008.                   | Глад                            |               | Боби Сендс                | Британска независна филмска награда за најбољег глумца у главној улози номинација — БАФТА за будућу звезду |
| 2008.                   | Еденско језеро                  |               | Стив Тејлор               | |
| 2009.                   | Крвави поток                    |               | Ричард Верт               | |
| 2009.                   | Акваријум                       |               | Конор                     | номинација — Британска независна филмска награда за најбољег глумца у споредној улози |
| 2009.                   | Проклетници                     |               | Арчи Хикокс               | Награда Удружења филмских глумаца за најбољу филмску поставу Награда Удружења телевизијских филмских критичара за најбољу филмску поставу |
| 2010.                   | Центурион                       |               | Квинтус Диас              | |
| 2010.                   | Џона Хекс                       |               | Берк                      | |
| 2011.                   | Џејн Ејр                        |               | Едвард Рочестер           | |
| 2011.                   | Опасан метод                    |               | Карл Густав Јунг          | |
| 2011.                   | Срам                            |               | Брендон Саливен           | Волпи пехар за најбољег глумца на Филмском фестивалу у Венецији Британска независна филмска награда за најбољег глумца у главној улози Награда Удружења интернет филмских критичара за најбољу главну мушку улогу номинација — Златни глобус за најбољег главног глумца (драма) номинација — Награда BAFTA за најбољег глумца у главној улози номинација — Награда Удружења телевизијских филмских критичара за најбољег глумца у главној улози номинација — Награда Удружења њујоршких филмских критичара за најбољег глумца номинација — Награда Удружења бостонских филмских критичара за најбољу главну мушку улогу номинација — Награда Сателит за најбољег глумца у главној улози |
| 2011.                   | Икс-људи: Прва класа            |               | Ерик Леншер/Магнето       | |
| 2012.                   | Издаја                          |               | Пол                       | |
| 2012.                   | Прометеј                        |               | Дејвид                    | номинација — Награда Сатурн за најбољу споредну мушку улогу (филм) |
| 2013.                   | Саветник                        |               | Саветник                  | |
| 2013.                   | Дванаест година ропства         |               | Едвин Епс                 | Награда Емпајер за најбољег глумца у споредној улози Награда Удружења интернет филмских критичара за најбољу споредну мушку улогу номинација — Оскар за најбољег споредног глумца номинација — Златни глобус за најбољег споредног глумца номинација — Награда BAFTA за најбољег глумца у споредној улози номинација — Награда Удружења филмских глумаца за најбољег глумца у споредној улози номинација — Награда Удружења филмских глумаца за најбољу филмску поставу номинација — Награда Удружења телевизијских филмских критичара за најбољег глумца у споредној улози номинација — Награда Удружења телевизијских филмских критичара за најбољу филмску поставу номинација — Награда Спирит за најбољег глумца у споредној улози номинација — Награда Удружења њујоршких филмских критичара за најбољег споредног глумца номинација — МТВ филмска награда за најбољег негативца номинација — Награда Сателит за најбољег глумца у споредној улози |
| 2014.                   | Френк                           |               | Френк                     | номинација — Британска независна филмска награда за најбољег глумца у споредној улози |
| 2014.                   | Икс-људи: Дани будуће прошлости |               | Ерик Леншер/Магнето       | |
| 2015.                   | Спори запад                     |               | Силас Селек               | |
| 2015.                   | Магбет                          |               | Магбет                    | |
| 2015.                   | Стив Џобс                       |               | Стив Џобс                 | |
| 2016.                   | Икс-људи: Апокалипса            |               | Ерик Леншер/Магнето       | |
| 2016.                   | Светло између океана            |               | Том Шерберн               | |
| 2016.                   | Assassin's Creed                |               | Калум Линч/Агилар де Нера | |
| 2016.                   |                                 | Чед Катлер    |                           | |
| 2017.                   | Осми путник: Ковенант           |               | Дејвид                    | |
| 2017.                   | Песма до песме                  |               | Кук                       | |
| 2019.                   | Икс-људи: Мрачни Феникс         |               | Ерик Леншер/Магнето       | |

Фасбендер је прву улогу на телевизији добио 2001. године – шест година пре прве филмске улоге.
| Година    | Назив           | Улога             | Напомена    |
| --------- | --------------- | ----------------- | ----------- |
| 2001      | Браћа по оружју | Бертон Кристенсон | мини–серија |
| 2001      |                 | Херман            | 3 епизоде   |
| 2002      |                 | Џек Силвер        |             |
| 2002      |                 | Кристијан Коноли  | 1 епизода   |
| 2003      |                 | Роб               |             |
| 2004      |                 | Хари Колберн      |             |
| 2004      | Гај Фоукс       |                   |             |
| 2004      | Чарлс Браво     |                   |             |
| 2004      | Чарлс Ален      |                   |             |
| 2004–2005 |                 | Азазел            | 12 епизода  |
| 2005      | Марфијев закон  | Каз Милер         | 5 епизода   |
| 2005      |                 | Лукас             | 1 епизода   |
| 2006      | Поаро           | Џорџ Ејбернети    | 1 епизода   |
| 2006      | Даглас Несбит   |                   |             |
| 2007      |                 | Барни             |             |
| 2008      |                 | Томас Рејнзборо   | мини–серија |